# Pine River (Queensland)
Der Pine River ist ein kleiner Fluss im Osten des australischen Bundesstaates Queensland. Er verläuft nördlich des Ballungsraumes von Brisbane.

## Geographie
Der Fluss entsteht durch den Zusammenfluss der Flüsse North Pine River und South Pine River bei dem Ort Bray Park in der Moreton Bay Region. Er fließt etwa sieben Kilometer nach Osten und mündet in der Nähe des Hays Inlet in den Pazifik. Das Feuchtgebiet an den Ufern des Pine River und des Hays Inlet ist wegen seiner Wichtigkeit für Wildtiere, insbesondere für wandernde Watvögel, von Bedeutung.